# Sender Bamberg (Kälberberg)
Der Fernmeldeturm Bamberg (intern: Funkübertragungsstelle Buttenheim 1) genannt, ist eine Sendeanlage der Deutsche Telekom AG auf dem Wachknock nördlich von Kälberberg, einem Ortsteil von Buttenheim im oberfränkischen Landkreis Bamberg (Bayern).
Ausgestrahlt werden UKW-Signale, digitales Fernsehen, Mobilfunk und Richtfunk.

## Sendeanlage
Der Antennenträger der Sendeanlage besteht aus einem 1973 errichteten, 127,4 m hohen und in Stahlbetonbauweise ausgeführten Fernmeldeturm vom Turmtyp FMT1/73, der auf der Kuppe des Wachknock (ca. 558 m ü. NN) steht und nicht öffentlich zugänglich ist.
Das analoge Fernsehprogramm ZDF auf Kanal 24 (50 kW) und des Bayerischen Fernsehens auf Kanal 56 (90 kW) wurde am 25. November 2008 zugunsten der DVB-T-Ausstrahlung abgeschaltet.
Die Hörfunkprogramme des Bayerischen Rundfunks werden vom 1 km nördlich auf dem Geisberg gelegenen Sender Bamberg ausgestrahlt.

## Frequenzen und Programme

### Analoges Radio (UKW)
| Frequenz (in MHz) | Programm       | RDS PS   | RDS PI | Regionalisierung | ERP (in kW) | Antennendiagramm rund (ND) / gerichtet (D, Hauptstrahlrichtung) | Polarisation horizontal (H) / vertikal (V) |
| ----------------- | -------------- | -------- | ------ | ---------------- | ----------- | --------------------------------------------------------------- | ------------------------------------------ |
| 092,1             | Radio Bamberg  | _BAMBERG | DA1B   | –                | 00,2        | D (330°–100°)                                                   | H                                          |
| 101,1             | Antenne Bayern | ANTENNE_ | D318   | –                | 25,0        | ND                                                              | H                                          |

- Die Frequenz 101,1 MHz ist für den Senderstandort Geisberg koordiniert. Sie wird aber von hier ausgestrahlt.

### Digitales Fernsehen (DVB-T2)
Die DVB-T2 HD-Ausstrahlungen vom Sender Bamberg (Kälberberg) laufen seit dem 26. September 2018 und sind im Gleichwellenbetrieb (Single Frequency Network) mit anderen Sendestandorten.
| Kanal | Frequenz (in MHz) | Multiplex                                                | Programme im Multiplex | ERP (in kW) | Antennen- diagramm rund (ND)/ gerichtet (D) | Polari- sation horizontal (H)/ vertikal (V) | Modulations- verfahren | FEC | Guard- intervall | Bitrate (in MBit/s) | SFN                                      |
| ----- | ----------------- | -------------------------------------------------------- | --- | ----------- | ------------------------------------------- | ------------------------------------------- | ---------------------- | --- | ---------------- | ------------------- | ---------------------------------------- |
| 40    | 626               | ARD Digital (BR)                                         | - Arte HD - Das Erste HD - One HD - Phoenix HD - tagesschau24 HD - NDR Fernsehen HD (Niedersachsen)                                                                      | 50          | ND                                          | H                                           | 64-QAM                 | 3/5 | 19/128           | 21,56               | Bamberg (Kälberberg), Ochsenkopf         |
| 30    | 546               | ARD regional (BR)                                        | - ARD-alpha HD - BR Fernsehen Nord HD - hr-fernsehen HD - MDR Thüringen HD - rbb Berlin HD 1) - BR Fernsehen Süd HD 1) - SWR Fernsehen BW HD - WDR HD Köln (Internet) 2) | 50          | ND                                          | H                                           | 64-QAM                 | 3/5 | 19/128           | 21,56               | Bamberg (Kälberberg), Ochsenkopf         |
| 37    | 602               | Substream 0: ZDF (ZDFmobil) Substream 1: MEDIA BROADCAST | Substream 0: - ZDF HD - ZDFinfo HD - zdf_neo HD - 3sat HD - KiKA HD Substream 1: - freenet.TV connect                                                                    | 50          | ND                                          | H                                           | 64-QAM                 | 3/5 | 19/128           | 22                  | Bamberg (Kälberberg), Ochsenkopf, Amberg |

  1)rbb Berlin außerhalb der Regionalzeiten des BR Fernsehens
  2)Für den Empfang des WDR ist ein hbb-TV fähiges Endgerät erforderlich.

### Digitales Fernsehen (DVB-T)
Die DVB-T Ausstrahlungen liefen seit 25. November 2008 und waren im Gleichwellenbetrieb (Single Frequency Network) mit anderen Sendestandorten. Mit der Umstellung auf DVB-T2 am 26. September 2018 wurden sie eingestellt.

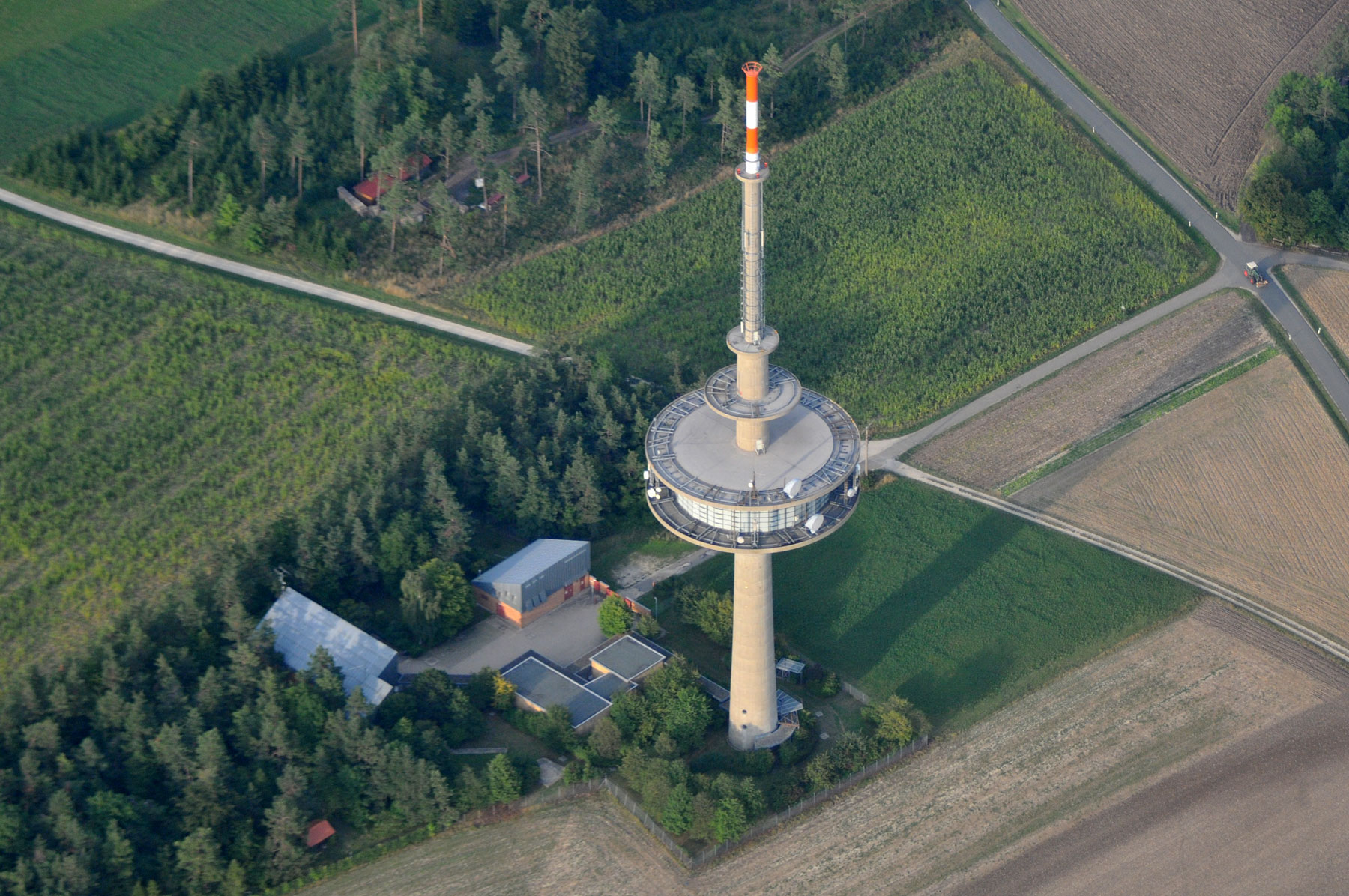
Luftaufnahme, 2013

| Kanal | Frequenz (in MHz) | Multiplex                      | Programme im Multiplex                                                                   | ERP (in kW) | Antennen- diagramm rund (ND) / gerichtet (D) | Polarisation horizontal (H) / vertikal (V) | Modulations- verfahren | FEC | Guard- intervall | Bitrate (in MBit/s) | Gleichwellennetz (SFN) |
| ----- | ----------------- | ------------------------------ | ---------------------------------------------------------------------------------------- | ----------- | -------------------------------------------- | ------------------------------------------ | ---------------------- | --- | ---------------- | ------------------- | ---------------------- |
| 29    | 538               | ARD Digital (BR 1)             | - Das Erste (BR) - ARTE - Phoenix - One                                                  | 50          | ND                                           | H                                          | 16-QAM                 | 2/3 | 1/4              | 13,27               | Bamberg, Ochsenkopf    |
| 31    | 554               | ZDFmobil                       | - ZDF - 3sat - KiKA (6–21 Uhr) / ZDFneo (21–6 Uhr) - ZDFinfo                             | 50          | ND                                           | H                                          | 16-QAM                 | 2/3 | 1/4              | 13,27               | Bamberg, Dillberg      |
| 40    | 626               | ARD regional (BR 2 Nordbayern) | - Bayerisches Fernsehen (Franken) - ARD-alpha - MDR Fernsehen (Thüringen) - hr-fernsehen | 50          | ND                                           | H                                          | 16-QAM                 | 2/3 | 1/4              | 13,27               | Bamberg, Ochsenkopf    |

### Analoges Fernsehen (PAL)
Vor der Umstellung auf DVB-T diente der Sendestandort weiterhin für analoges Fernsehen:
| Kanal | Frequenz (MHz) | Programm                        | ERP (kW) | Sendediagramm rund (ND)/ gerichtet (D) | Polarisation horizontal (H)/ vertikal (V) |
| ----- | -------------- | ------------------------------- | -------- | -------------------------------------- | ----------------------------------------- |
| 24    | 495,25         | ZDF                             | 50       | D                                      | H                                         |
| 30    | 543,25         | ProSieben                       | 0,71     | D                                      | V                                         |
| 45    | 663,25         | Sat.1 (Bayern)                  | 0,7      | D                                      | V                                         |
| 48    | 687,25         | RTL (Oberfranken)               | 0,7      | D                                      | V                                         |
| 54    | 735,25         | DSF                             | 0,71     | D                                      | V                                         |
| 56    | 751,25         | Bayerisches Fernsehen (Franken) | 90       | D                                      | H                                         |